# Anunciação (Botticelli, Nova York)
A Anunciação (c. 1485–1492) é uma pequena pintura da Anunciação de Sandro Botticelli. Está agora na coleção do Metropolitan Museum of Art, em Nova York. O Metropolitan acredita que a obra foi pintada como uma única imagem para uso devocional privado, em vez de como um conjunto de cenas predela abaixo do painel principal de um retábulo.